# Santiago Maior (Alandroal)
Santiago Maior es una freguesia portuguesa del concelho de Alandroal, con 113,02 km² de área y 2557 habitantes (2001). Densidad de población: 22,6 hab/km².